# Epigenes (cráter)

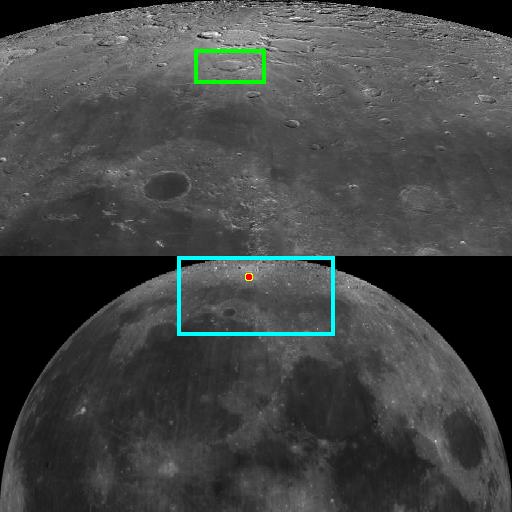
Localización de Epigenes sobre el globo lunar

Epígenes es un cráter de impacto que se encuentra en la parte norte de la Luna, lo suficientemente cerca de la extremidad norte para mostrarse con una considerable elongación cuando se observa desde la Tierra. Se encuentra justo al noroeste de los restos de la llanura amurallada del cráter W. Bond. Al norte de Epígenes aparece el cráter Goldschmidt, y los restos del cráter Birmingham se hallan justo al suroeste.
|  |

Esta formación presenta notables contrastes. Las partes norte y noroeste del brocal están bien formadas (con poca apariencia de desgaste), mientras que el resto del borde aparece sensiblemente erosionado, sobre todo en la mitad este-sudeste. La mitad occidental del suelo interior es suave y casi sin rasgos, mientras que el resto es ligeramente accidentado y aparece cubierto de materiales eyectados desde el este. El pequeño cráter Epigenes B invade el borde noreste del cráter principal.

## Cráteres satélite
Por convención estos elementos son identificados en los mapas lunares poniendo la letra en el lado del punto medio del cráter que está más cerca de Epigenes.
|          | \| Epigenes \| Coordenadas \| Diámetro \| \| -------- \| --------------------------- \| -------- \| \| A \| 66°54′N 0°18′O / 66.9, -0.3 \| 18 km \| \| B \| 68°18′N 3°06′O / 68.3, -3.1 \| 11 km \| \| D \| 68°18′N 0°18′E / 68.3, 0.3 \| 10 km \| \| F \| 67°06′N 8°06′O / 67.1, -8.1 \| 5 km \| \| G \| 68°54′N 7°00′O / 68.9, -7.0 \| 5 km \| \| H \| 69°24′N 6°24′O / 69.4, -6.4 \| 7 km \| \| P \| 65°24′N 5°24′O / 65.4, -5.4 \| 33 km \| |          |
| Epigenes | Coordenadas | Diámetro |
| A        | 66°54′N 0°18′O / 66.9, -0.3 | 18 km    |
| B        | 68°18′N 3°06′O / 68.3, -3.1 | 11 km    |
| D        | 68°18′N 0°18′E / 68.3, 0.3 | 10 km    |
| F        | 67°06′N 8°06′O / 67.1, -8.1 | 5 km     |
| G        | 68°54′N 7°00′O / 68.9, -7.0 | 5 km     |
| H        | 69°24′N 6°24′O / 69.4, -6.4 | 7 km     |
| P        | 65°24′N 5°24′O / 65.4, -5.4 | 33 km    |